# Rhinodrilus fafner
Rhinodrilus fafner, in Brasilien minhocuçu genannt, ist eine wahrscheinlich ausgestorbene Wenigborsterart aus der Familie Rhinodrilidae. Er ist nur durch den 1912 bei Belo Horizonte im brasilianischen Bundesstaat Minas Gerais entdeckten, schlecht präservierten Holotypus bekannt, der 1918 vom deutschen Zoologen Wilhelm Michaelsen (1860–1937) vom Naturhistorischen Museum in Hamburg beschrieben wurde. Das gesammelte Exemplar hatte eine Länge von 210 Zentimetern und einen Körperdurchmesser von 24 Millimetern. Der Körper bestand aus 600 Einzelsegmenten, darunter waren neun Samentaschen-Paare. Die männlichen Keimdrüsen befanden sich zwischen den Furchen 6/7 und 14/15.
Das einzige bekannte Exemplar wurde im Jahr 1912 von dem Sammler F.Jikan in Gorduras, Gemeinde Sabará, am Stadtrand der Großstadt Belo Horizonte gesammelt. Die Region gehört bioklimatisch zum saisonalen Regenwald.
Neben Megascolides australis zählt Rhinodrilus fafner zu den längsten bekannten Wenigborsterarten. Rhinodrilus fafner lebte in einem begrenzten Lebensraum und verschwand vermutlich durch Lebensraumzerstörung. 2003 wurde diese Art vom brasilianischen Umweltministerium offiziell für ausgestorben erklärt. Bei einer Untersuchung zum Vorkommen dieser Art verweisen die Experten George G. Brown, Samuel W. James und Onildo J. Marini-Filho allerdings im Jahr 2012 darauf, dass bisher nur ein Experte, Gilberto Righi, in den Jahren 1967 und 1968, versucht hat, die Art wiederzufinden. Allgemein ist zur Faunistik der überwiegend unterirdisch lebenden Regenwürmer nur wenig bekannt, so dass es möglich erscheint, dass die Art bei intensiverer Suche wiedergefunden werden könnte. Die Weltnaturschutzunion IUCN stuft sie daher, dieser Bewertung folgend, in der Roten Liste (Stand 2022) als „data deficient“, nicht als ausgestorben, ein.